# Старий Комунін
Старий Комунін (пол. Stary Komunin) — село в Польщі, у гміні Рацьонж Плонського повіту Мазовецького воєводства.
Населення — 93 особи (2011).
У 1975-1998 роках село належало до Цехановського воєводства.

## Демографія
Демографічна структура станом на 31 березня 2011 року:
|          | Загалом | Допрацездатний вік | Працездатний вік | Постпрацездатний вік |
| -------- | ------- | ------------------ | ---------------- | -------------------- |
| Чоловіки | 41      | 10                 | 28               | 3                    |
| Жінки    | 52      | 13                 | 28               | 11                   |
| Разом    | 93      | 23                 | 56               | 14                   |